# Yao Nai
Yao Nai (xinès: 姚 鼐,) (1731 - 1815) erudit, poeta i escriptor xinès de la dinastia Qing. Conjuntament amb els poetes del grup “Tres grans de l'oest del riu Blau” (Yuan Mei, Zhao Yi, Jiang Shiqian) i els “Tres grans de l'est del riu Blau” (Qian Qianyi, Wu Weyie, Gong Dingzi) se l'ha considerat com un dels poetes més eminents de la seva època.

## Biografia
Yao Nao va néixer el 17 de gener de 1732 a Tongcheng, a la província xinesa d'Anhui.
En els exàmens imperials xinesos va assolir el grau de Jinshi, que permetia accedir als càrrecs més elevats de l'administració pública. El 1763 va ser acceptat com a membre de l'Acadèmia Hanlin. Després va treballar com a funcionari en diversos departaments de l'administració central. Per raons de salut es va retirar de l'activitat administrativa i va passar el resta de la seva vida com a professor en diverses acadèmies del centre de la Xina.
Va morir el 15 d'octubre de 1815.

### Estil literari
Va ser un dels primers membres de l'escola d'escriptura Tongcheng o Tongcheng pai, que va destacar la prosa natural i directa i mantenir l'harmonia entre tema i forma. i que va dominar la prosa durant la Dinastia Qing. Després de la caiguda de la Dinastia Ming aquests autors van pretendre, com havien fet els prosistes de les èpoques Tang i Song, retrobar les virtuts de la prosa antiga o guven (古文).
Va ser deixeble de Liu Dakui (1698-1779) i va tenir nombrosos deixebles, com Fang Dongsgu (1772-1851), Yao Ying (1785-1853) Guan Tong (1780-1831) i Mei Zengliang (1786-1856).
Va conciliar la composició literària (wenzhang) la filosofia moral dels Song (yili) i l'erudició crítica i sobre tot formulà consideracions literàries d'inspiració estètica i metafísica.
Yao Nai en alguns treballs va analitzar i resumir l'estil de les obres de dinasties passades Dinastia Tong, Dinastia Song) i va ser el primer a subratllar l'aspecte numerològic com a característica estilística dels textos del període dels Regnes Combatents.
Com a poeta va escriure més de 700 obres individuals, tractant temes tan diversos com veure com els amics marxen en viatges oficials, flors, paisatges, lectura, esdeveniments històrics i fins i tot meditacions sobre l'envelliment.